# Le Born (Lozère)
Le Born község Franciaország déli részén, Lozère megyében. 2011-ben 147 lakosa volt.

## Fekvése
Le Born a Bouisset patak völgyében fekszik, 1020 méteres (a községterület 918-1437 méteres) tengerszint feletti magasságban, Mende-tól 12 km-re északkeletre. A Margeride-hegység nyugati oldalán fekvő község területe észak felé az 1400 méteres magasságban fekvő Palais du Roi-fennsíkig és a Charpal-víztározóig terjed. A községterület 39%-át (1177 hektár) erdő borítja.
Nyugatról Chastel-Nouvel, északnyugatról Rieutort-de-Randon, északkeletről Arzenc-de-Randon, keletről Pelouse, délről pedig Badaroux községekkel határos.
Le Bornt 6 km hosszú mellékút köti össze Badaroux-val (6 km), valamint a Pelouse községhez tartozó La Rouvière-en át (D74-es megyei út) az N88-as főúttal (5 km).
A községhez tartozik Saint-Martin-du-Born, Les Combes és La Colombèche.

## Története
Le Born a történelmi Gévaudan tartományhoz tartozott, 1517-ben vált egyházközséggé. A Saint-Martin kápolnáról az első említés 1358-ból származik.

### Demográfia
| Év   | Lakosság |
| ---- | -------- |
| 1793 | 552      |
| 1851 | 458      |
| 1876 | 412      |
| 1901 | 420      |
| 1936 | 343      |

| Év   | Lakosság |
| ---- | -------- |
| 1946 | 325      |
| 1954 | 260      |
| 1962 | 229      |
| 1968 | 200      |

| Év   | Lakosság |
| ---- | -------- |
| 1975 | 162      |
| 1982 | 149      |
| 1990 | 123      |
| 1999 | 147      |
| 2010 | 150      |

## Nevezetességei
- A Saint-Jean-Baptiste templom 1930-ban épült egy középkori román stílusú templom helyett.[4] Harangjait 1736-ban[5] és 1848-ban öntötték.[6] Berendezése 19. századi.[7]
- A Saint-Martin kápolna a 14. században épült gótikus stílusban.
- A község területén vastartalmú ásványvízforrás fakad.
- Gránitból készült itatóvályú 1871-ből.[8]
- 17. században épült gránit farmépület a Basse utcában.[9]
- A község területén több 18. századi kőkereszt található:
  - Egy sziklacsúcson áll a Szűz Máriát is ábrázoló 1739-ben álló feszület.
  - Saint-Martin-du-Born útmenti keresztje a 18. század 2. negyedéből származik.[10]
  - Saint-Martin-du-Bornban a Colombèche-i úton álló Triou-gránitkeresztet 1788-ban állították.[11]
  - La Colombèche keresztje (1788)[12]
  - A falutól északra álló kereszt (1739)
  - A főtéren álló kereszt (1773)

## Kapcsolódó szócikk
- Lozère megye községei